# Tekes
Tekes (en uigur: تەكەس, romanizado: Tekes; en chino, 特克斯; pinyin, Tèkè's) es un condado bajo la administración directa de la Prefectura Yili en la Región autónoma de Sinkiang, República Popular China. Su área es de 8066 km² y su población total para 2010 superó los 140 mil habitantes.

## Administración
Desde octubre de 2019, el condado  Tekes se divide en 8 pueblos que se administran que se administran en 5 poblados, 1 villa y 2 villas étnicas.

## Toponimia
Se dice que "Tekes" es una lengua turca, que significa "cabra salvaje" o "lado sombreado, pendiente sombreada"; en segundo lugar, sería una variación fonética del "Tekes" mongol, que significa llanuras, desierto y arroyos.
Antes del 176 a. C., el pueblo Sze vivía en territorio turco.